# BK Azovmash Mariupol
El BK Azovmash Mariupol es un club ucraniano de baloncesto de la ciudad de Mariupol. Patrocinado por Azovmash, pertenece a la élite del campeonato ucraniano de baloncesto, a la Superliga de Baloncesto de Ucrania y en la VTB United League. En la temporada 2012-2013 fue el subcampeón de la liga ucraniana, por detrás del BC Budivelnyk Kiev.

## Plantilla 2013-2014
| N.º | Nombre             | Nacionalidad                                       | Puesto    |
| --- | ------------------ | -------------------------------------------------- | --------- |
| 4   | Maksym Pustozvonov | Bandera de Ucrania                                 | Alero     |
| 5   | Marcus Ginyard     | Bandera de Estados Unidos                          | Escolta   |
| 6   | Coleman Collins    | Bandera de Estados Unidos                          | Pívot     |
| 7   | Derrick Low        | Bandera de Estados Unidos                          | Base      |
| 8   | Daniel Kickert     | Bandera de Australia · Bandera de los Países Bajos | Ala-Pívot |
| 9   | Maksym Lutsenko    | Bandera de Ucrania                                 | Base      |
| 10  | Oleksandr Bell     | Bandera de Ucrania                                 | Ala-Pívot |
| 11  | Dmytro Zabirchenko | Bandera de Ucrania                                 | Escolta   |
| 12  | Kristian Lugovtsov | Bandera de Ucrania                                 | Alero     |
| 14  | Igor Zaytsev       | Bandera de Ucrania                                 | Pívot     |
| 15  | Kyryl Natyazhko    | Bandera de Ucrania                                 | Ala-Pívot |
| 16  | Maksym Lukyanov    | Bandera de Ucrania                                 | Alero     |
| 17  | Denys Lukashov     | Bandera de Ucrania                                 | Base      |
| 18  | Artem Slipenchuk   | Bandera de Ucrania                                 | Escolta   |

## Palmarés
- Superliga de Ucrania:
  - Campeón - 2003, 2004, 2006, 2007, 2008, 2009, 2010
  - Subcampeón - 2005, 2012, 2013
  - Tercero - 2001, 2002
- Copa de Ucrania:
  - Campeón - 2001, 2002, 2006, 2008, 2009
  - Subcampeón - 2007
- FIBA EuroChallenge:
  - Subcampeón - 2007

## Jugadores históricos
- Jermaine Jackson
- Khalid El-Amin
- Robert Gulyas
- Sergei Lishouk
- Slaven Rimac
- Daniel Ewing
- Joe Crispin
- Tomas Van den Spiegel
- Kyrylo Fesenko
- Rodney Buford
- Tyus Edney
- Junior Harrington
- Nikola Radulović
- Tomas Delininkaitis
- Robert Archibald